# Little Ferry
Little Ferry ist eine Stadt im Bergen County, New Jersey, USA. Das U.S. Census Bureau hat bei der Volkszählung 2020 eine Einwohnerzahl von 10.987 ermittelt.

## Geographie
Die geographischen Koordinaten der Stadt sind 40°50'58" nördliche Breite und 74°2'27" westliche Länge.
Nach den Angaben des United States Census Bureaus hat die Stadt eine Gesamtfläche von 4,4 km2, wovon 4,0 km2 Land und 0,4 km2 (9,47 %) Wasser ist.

## Geschichte
Der National Park Service weist für Little Ferry einen Friedhof im National Register of Historic Places (NRHP) aus (Stand 28. November 2018), den Gethsemane Cemetery.
Der Brand im Filmarchiv der 20th Century Fox Studios am 9. Juli 1937 in Little Ferry vernichtete nicht nur eine erhebliche Zahl von Filmen aus der Zeit vor 1932, sondern trug auch erheblich dazu bei, sich mit der Brandproblematik von Nitratfilm intensiver zu befassen.

## Demographie
Nach der Volkszählung von 2000 gibt es 10.800 Menschen, 4.366 Haushalte und 2.785 Familien in der Stadt. Die Bevölkerungsdichte beträgt 2.725,4 Einwohner pro km2. 68,76 % der Bevölkerung sind Weiße, 4,71 % Afroamerikaner, 0,15 % amerikanische Ureinwohner, 17,10 % Asiaten, 0,06 % pazifische Insulaner, 5,75 % anderer Herkunft und 3,47 % Mischlinge. 15,19 % sind Latinos unterschiedlicher Abstammung.
Von den 4.366 Haushalten haben 27,8 % Kinder unter 18 Jahre. 49,3 % davon sind verheiratete, zusammenlebende Paare, 10,5 % sind alleinerziehende Mütter, 36,2 % sind keine Familien, 31,2 % bestehen aus Singlehaushalten und in 7,6 % Menschen sind älter als 65. Die Durchschnittshaushaltsgröße beträgt 2,47, die Durchschnittsfamiliengröße 3,16.
20,2 % der Bevölkerung sind unter 18 Jahre alt, 7,4 % zwischen 18 und 24, 36,3 % zwischen 25 und 44, 23,6 % zwischen 45 und 64, 12,4 % älter als 65. Das Durchschnittsalter beträgt 37 Jahre. Das Verhältnis Frauen zu Männer beträgt 100:95,0, für Menschen älter als 18 Jahre beträgt das Verhältnis 100:91,7.
Das jährliche Durchschnittseinkommen der Haushalte beträgt 49.958 USD, das Durchschnittseinkommen der Familien 59.176 USD. Männer haben ein Durchschnittseinkommen von 42.059 USD, Frauen 34.286 USD. Der Prokopfeinkommen der Stadt beträgt 24.210 USD. 6,3 % der Bevölkerung und 5,9 % der Familien leben unterhalb der Armutsgrenze, davon sind 7,4 % Kinder oder Jugendliche jünger als 18 Jahre und 6,3 % der Menschen sind älter als 65.